# Farkas Helga
Farkas Helga Tünde (Orosháza, 1973 augusztus 2. – ?) a magyarországi rendszerváltás utáni első emberrablás áldozata hazánkban.

## Az emberrablás előzményei
Farkas Imre családjával – feleségével és két lányával, Helgával és Kingával – Orosházán élt, ahol a család tulajdonában lévő bárt, sörözőt és fagylaltozót üzemeltették. Farkas Imre tehetős vállalkozó volt, érdekeltségei voltak a vendéglátással egybekötött szerencsejátékban is. Farkas Helga feltűnő jelenség volt, kiterjedt baráti körrel rendelkezett. Ehhez a körhöz tartozott Csapó József – becenevén Jokó – aki udvarolt is a lánynak és Csapó József gyerekkori barátja, Juhász Benedek is. 1989-ben a Farkas család Orosházáról Szegedre költözött, ahonnan naponta jártak vissza Orosházára az üzleteik miatt. Helga a Deák Ferenc Gimnáziumban kezdte tanulmányait, majd a Radnóti Miklós Gimnáziumban érettségizett le. 1991 májusában az egyik országos hetilap arról számolt be, hogy Farkas Imre vállalkozásai olyan jól mennek, hogy évi 40 millió forint adót fizet utánuk. Farkas Imre szerint ez a szerencsétlen hír gyakorlatilag egy felhívás volt az emberrablásra. 1991. június 24-én, hétfőn Helga kétüléses, BOX-327 rendszámú piros Mazda MX-5 Miata sportkocsijával Orosházáról Szegedre tartott húgával. Csapó József és Juhász Benedek egy Ladával követték őket. Szeged előtt utolérték a lányokat, és megállították őket. Helga megengedte Csapó Józsefnek, hogy egy rövid szakaszon vezesse a kocsit. Kinga átült a Ladába, amíg Helga és Csapó József tettek egy kört.

## Az emberrablás és a zsaroló telefonok
1991. június 27., csütörtök – Farkasné megbeszéli lányaival, hogy Orosházáról este két autóval, 19:00 órakor mennek majd vissza Szegedre. Mivel másnap nyaralni mennek, később Farkasné mégis megkéri Helgát, hogy cseréltessen olajat a Mazdájában, ezért Kinga  édesanyjával utazik vissza. Sándor – Helga barátja – elkíséri a lányt a szerelőhöz, majd 20:30-kor Helga barátja lakásáról indul vissza Szegedre. Többen is szemtanúi, ahogyan Helga autója kivilágítatlanul hagyja el Orosházát, amit feltűnően közelről – féktávolságon belül – követ egy fehér BMW, melyben három, vagy több személy utazik.
1991. június 27., csütörtök 21:30 – Farkasné hiába várja lányát Szegeden, ezért beül az autójába és kétszer végigmegy a Szeged-Orosháza útvonalon, hátha gyermeke balesetet szenvedett. Ezt követően értesíti a rendőrséget.
1991. június 27., csütörtök 23:00-24:00 – a Farkas lakásra befut az első zsaroló telefon, melyben 500 000 német márka váltságdíjat követelnek. Az összeg akkori árszínvonalon 21,6 millió forint volt. Az első telefont még Kinga veszi fel.
1991. június 28., péntek 0:00 – Farkas Imre hazaérkezik üzleti útjáról Budapestről.
1991. június 28., péntek 2:00 – az emberrablók megismétlik követelésüket, ezúttal már Farkas Imrével beszélnek.
1991. június 28., péntek reggel – Helga autóját az algyői Tisza hídtól nem messze találják meg. Az autó ülése egy kb. 180–185 cm magas embernek van beállítva és 44-es cipőnyomokat találnak az autó mellett. Sem Csapó Józsefnek, sem pedig Juhász Benedeknek nincs ekkora lába. Egy mindmáig ismeretlen személy tenyérlenyomatát is megtalálják a kocsi visszapillantó tükrén.
1991. június 28., péntek 21:30 – Farkas Imrét egy olyan – előre megrongált – nyilvános telefonfülkéhez küldik, ahol apja hangját Helga hallhatja, válasza azonban nem hallatszik. Apjának szánt válaszát diktafonra rögzítik és azt a következő – már a lakásra érkező – hívás alkalmával játsszák le neki. Ekkor Helga még biztosan életben van.
1991. június 29., szombat reggel – Csapó József és Juhász Benedek rendőrségi megfigyelését rendelik el, a megfigyelés azonban szakszerűtlenül történik.
1991. június 30., vasárnap hajnal – Csapó József és Juhász Benedek értesülnek a megfigyelésükről. Önként jelentkeznek az orosházi rendőrkapitányságon, hogy tisztázzák magukat az ügyben, de érthetetlen módon elküldik őket.
1991. június 30., vasárnap 2:20 – az utolsó, 14. telefonhívás. A zsaroló telefonáló valahányszor ugyanaz a férfi, aki suttogással próbálja felismerhetetlenné tenni hangját, azonban egyszer hibázik, és megfeledkezik az álcázásról. A vizsgálat később 90%-os bizonyossággal Csapó József hangjaként azonosítja.

## A nyomozás és a jogszolgáltatás
1991. július 18. 19:00 – egy ismeretlen felhívja az ORFK főügyeletét és közli, hogy Bad Heilbrunnban – Münchentől 60 kilométerre délre – tartózkodik és kihallgatott egy beszélgetést, mely szerint Helgát kivitték Németországba és lehet, hogy onnét is továbbviszik. A hívásról szóló feljegyzésből kitűnik, hogy a telefonáló idegesen beszélt és többször kihangsúlyozta, hogy fél a megtorlástól.
1991. – Helga szülei elválnak.
1992. február 23. 9:15 – az MTV1-en, a Vasárnapi Turmix adásában Uri Geller a televízió nyilvánosságán keresztül felszólítja Farkas Helga elrablóit, hogy engedjék szabadon a lányt, vagy ha már nem él, tudassák azt a szülőkkel.
1992. február 24. – Budapestről Szegedre érkezik Uri Geller, hogy megismerkedjen Farkas Helga környezetével. Útközben megállt néhány további helyszínen is, többek között a Lajosmizsénél lévő TOTAL benzinkútnál, mert a zsaroló annak idején a kútnál lévő nyilvános telefonfülkéből telefonált a Farkas családnak.
1992. február 25. – Uri Geller Szegeden, Farkasék lakásában 16:00 és 18:00 óra között várja az eltűnt Farkas Helga hollétéről tájékoztató telefonokat, de a telefonok még a késő esti órákban is csörögnek.
1992. február 26. – Uri Geller elutazik Magyarországról. Legnagyobb eredménye, hogy a lány eltűnésének helyszínén a magas fűben megtalálja Helga klipszének egy darabját.
1992. február 27. – A hivatalos nyomozás befejeződik.
1992. április 21. – Farkas Imre sajtótájékoztatót tart, melyben 25 millió forintot ajánl fel a nyomravezetőnek.
1993. – A magyarországi büntető törvénykönyvbe bekerül az emberrablás bűncselekménye is, azonban ez a minősítés ebben az ügyben – a korábbi elkövetés miatt – már nem alkalmazható.
1995. tavasz – Juhász Benedek több alkalommal beszél feleségének az emberrablásról, de nem tisztáz minden részletet.
Juhászné Jójárt Julianna állítása szerint Csapó József és Juhász Benedek a hódmezővásárhelyi országúton állította meg Helga kocsiját és egy Csapó József által bérelt orosházi garázsba vitték a lányt, ahol a szerelőaknában megkötözve rejtegették. Amikor látták, hogy a zsarolásból nem lesz pénz, Csapó József zsákot húzott Helga fejére és egy zsineggel megfojtotta. A holttestet egy elhagyott orosházi csatornába dobták. Mivel attól tartottak, hogy megtalálják a tetemet, ezért egy évvel később összegyűjtötték a maradványokat és egy Gádoros közeli erdőben benzinnel lelocsolták és elégették.
1995. április 5. – a rendőrség a sajtón keresztül üzen Juhász Benedeknek – mint a sikertelen kecskeméti emberrablás harmadik társtettesének –, hogy Farkas Helga ügyében is ki akarják hallgatni. Az újságcikk burkoltan felhívás egy lehetséges vádalkura. Juhász Benedek ekkor Csapó József segítségével Szentesen bujkált.
1995. augusztus – vizet engednek az egykori Pankotai Állami Gazdaság Kajánújfalu melletti öntözőcsatornájába, amely kimossa a mederből a 26 éves Juhász Benedek holttestét, akit hátulról ötször lőttek fejbe egy Parabellum pisztollyal. Az orvosszakértő véleménye alapján Juhász Benedek körülbelül 1995. áprilisa óta halott. Csapó József úgy ismeri a gazdaság területét, mint a tenyerét.
1998. december 1. – A Csongrád Megyei Bíróság 18 év fegyházban eltöltendő szabadságvesztésre, valamint a közügyektől 10 év eltiltásra ítéli Csapó Józsefet.
1999. július 6. – A Legfelsőbb Bíróság hatályon kívül helyezi a Csongrád Megyei Bíróság  elsőfokú ítéletét és új eljárást rendel el.
2000. március – A Csongrád Megyei Bíróság egy másik tanácsa az új eljárás keretében 22 év szabadságvesztést szab ki Csapó Józsefre.
2000. december 5. – A Legfelsőbb Bíróság jogerősen elítéli Csapó Józsefet Farkas Helga elrablása, valamint zsarolás, egy takarékszövetkezet fiókjának kirablása és más bűncselekmények miatt, ugyanakkor felmenti a saját bűntársának meggyilkolása miatt emelt vád alól, ezért az első fokon kiszabott 22 éves szabadságvesztést 10 évre enyhíti.
2006. június 13. – Csapó József feltételes szabadságra bocsátással elhagyja a budapesti, Kozma utcai büntetés-végrehajtási intézetet és Szarvas környéki tanyájára költözik.
2008. július – Juhász Benedek özvegye nyilvánosságra hozza a férje által korábban neki elmondottakat.
2011. június 27. – Pontosan húsz év telt el azóta, hogy elrabolták Farkas Helgát Orosházán. Az elkövetéskor hatályos törvények szerint a gyilkosság ezen a napon elévült, amennyiben más gyilkosság vagy további bűntény nem történt.
A gyilkosságokért a mai napig senkit nem vontak felelősségre.

## Az érintettek ma
Farkas Imréné Szegeden él, egy belvárosi vendéglátóhely üzletvezetője. Farkas Imre a Balaton déli partjára költözött és ingatlanfejlesztésekkel foglalkozó céget alapított. Kinga a Szegedi Tudományegyetem Állam- és Jogtudományi Karán szerzett diplomát. Csapó József Írországban él és egy informatikai vállalkozást üzemeltet. 2022. október 2-án, hosszú betegség után elhunyt Helga édesapja, Farkas Imre.

## Hasonló esetek
- Till Tamás eltűnési ügye
- Szathmáry Nikolett